# 아프리카검은땃쥐
아프리카검은땃쥐(Crocidura nigrofusca)는 땃쥐과에 속하는 포유류의 일종이다. 앙골라와 중앙아프리카공화국, 콩고민주공화국, 에티오피아, 케냐, 르완다, 수단, 우간다 그리고 잠비아에서 발견된다. 자연 서식지는 아열대 또는 열대 기후 지역의 습윤 저지대 숲과 습윤 산지 숲이다.